# Martin Papanov
Martin Papanov (né le 22 octobre 1999 à Kran) est un coureur cycliste bulgare.

## Biographie
En mars 2018, Martin Papanov intègre la réserve de l'équipe Caja Rural-Seguros RGA. Il évolue ensuite sous les couleurs du club Paris Cycliste Olympique pour la fin de saison, en division nationale 3. L'année suivante, il se classe huitième de la Fatih Sultan Mehmet Edirne Race, avec la formation bulgare Hemus 1896. 
Il fait son retour en France en 2020 au Martigues SC-Payden & Rygel, club de division nationale 2. Durant l'été, il se classe deuxième du championnat de Bulgarie espoirs et participe aux championnats d'Europe de Plouay. En 2021, il est champion de Bulgarie sur route espoirs et deuxième du contre-la-montre. 

## Palmarès sur route

### Par année
- 2017
  -  Champion de Bulgarie sur route juniors
  - Memorial Dimitr Yankov :
    - Classement général
    - 1re étape
- 2020
  - 2e du championnat de Bulgarie sur route espoirs
- 2021
  -  Champion de Bulgarie sur route espoirs
  - 2e du championnat de Bulgarie du contre-la-montre espoirs
- 2022
  - 3e du championnat de Bulgarie du contre-la-montre
- 2023
  -  Champion de Bulgarie du contre-la-montre
  - 1re étape de l'Aziz Shusha
  - Pacific Ocean Race
- 2024
  - Tour de Vitosha

### Classements mondiaux
| Année                                 | 2019  | 2020  | 2021  | 2022 | 2023  | 2024  |
| ------------------------------------- | ----- | ----- | ----- | ---- | ----- | ----- |
| Classement mondial                    | 2767e | 1100e | 1098e | 842e | 1012e | 1205e |
| UCI Europe Tour                       | 1720e | 850e  | 814e  | 628e | nc    | nc    |
|                                       |       |       |       |      |       |       |
| Légende : nc = non classéSource : UCI |       |       |       |      |       |       |

## Palmarès sur piste
- 2021
  -  Champion de Bulgarie de course aux points
  - 2e du championnat de Bulgarie de poursuite par équipes
- 2023
  -  Champion de Bulgarie de l'élimination
  -  Champion de Bulgarie de l'omnium
  -  Champion de Bulgarie de l'américaine (avec Petar Dimitrov)
  - 2e du championnat de Bulgarie du scratch
  - 3e du championnat de Bulgarie de poursuite
  - 3e du championnat de Bulgarie de course aux points